# 학교법인 한양학원
학교법인 한양학원은 대한민국의 사립교육재단이다. 초대 이사장은 김연준이며, 2012년 기준으로는 김종량 이사장이 역임하고 있다. 초등교육부터 고등교육까지 전 분야에 걸친 교육을 지원하고 있는 사학재단이다.

## 구성

### 한양대학교

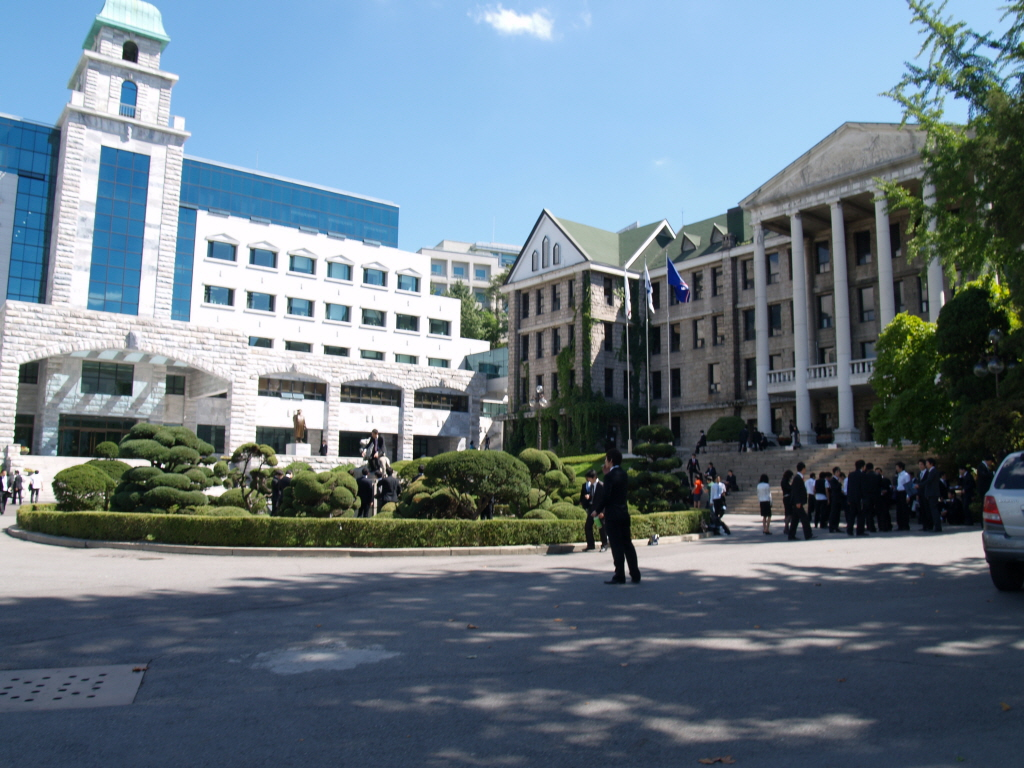
한양대학교

한양대학교는 서울특별시에 위치한 대한민국 최초의 사립공과대학으로 출범한 종합대학이다. 1939년 동아공과학원으로 설립한 이후 종합대학으로 승격되었고 대한민국의 사회 전반에 많은 인사를 포진시키고 있다.  이공·인문·의예·예체능 관련학과가 종합적으로 편제되어 있으며 교육/학술활동 외에도 사회공헌, 문화행사등을 개최하고 있다. 상징은 개나리, 사자, 비둘기이며 남청색을 상징색으로 사용하고 있다. 보통 줄여서 한양대 또는 한대로 부르기도 하며, 이니셜은 HYU를 사용한다.

### 한양대학교 ERICA캠퍼스

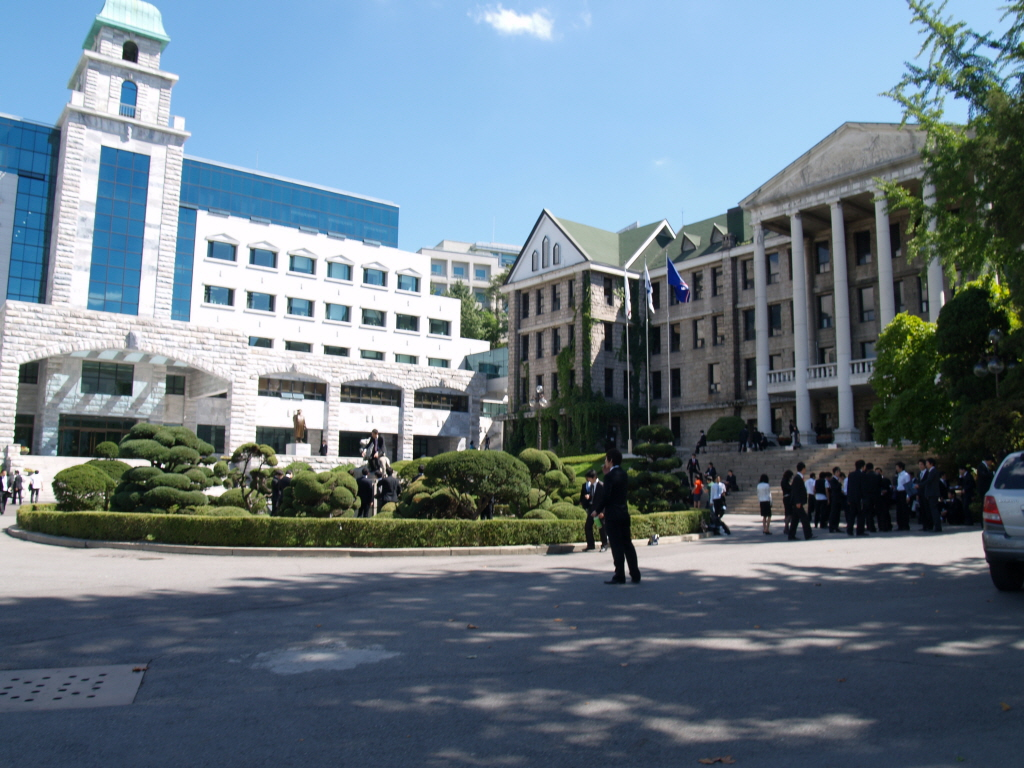
한양대학교

한양대학교 ERICA캠퍼스는 경기도 안산시 상록구 사동에 있는 종합대학이다. ERICA는 (ERICA: Education Research Industry Cluster at Ansan)클러스터형 산업중심대학을 뜻한다. 현재 '안산사이언스밸리(ASV)'가 형성되어있고, 안산사이언스밸리는 학-연-산이 모두 모여 만든 과학기술혁신 클러스터를 말한다. 한양대 에리카 캠퍼스에는 경기테크노파크, 한국산업기술시험원, 한국전기연구원, 한국생산기술연구원, LG이노텍 안산 R&D 캠퍼스 등의 국책연구기관 및 대기업 연구소가 입주해있다.

### 한양사이버대학교
학교법인 한양학원이 설립한 사이버대학이다. 2002년 3월에 개교하였으며, 2008년 1학기 학생 수는 9225명이다. 2009년에 국내 최초로 사이버대학원 설립인가를 받아서 운영하고 있다. 교육목표는 뉴 밀레니엄 시대를 이끌어갈 창의적이고 혁신적인 국제적 리더를 양성하는 것이다.

### 한양여자대학교

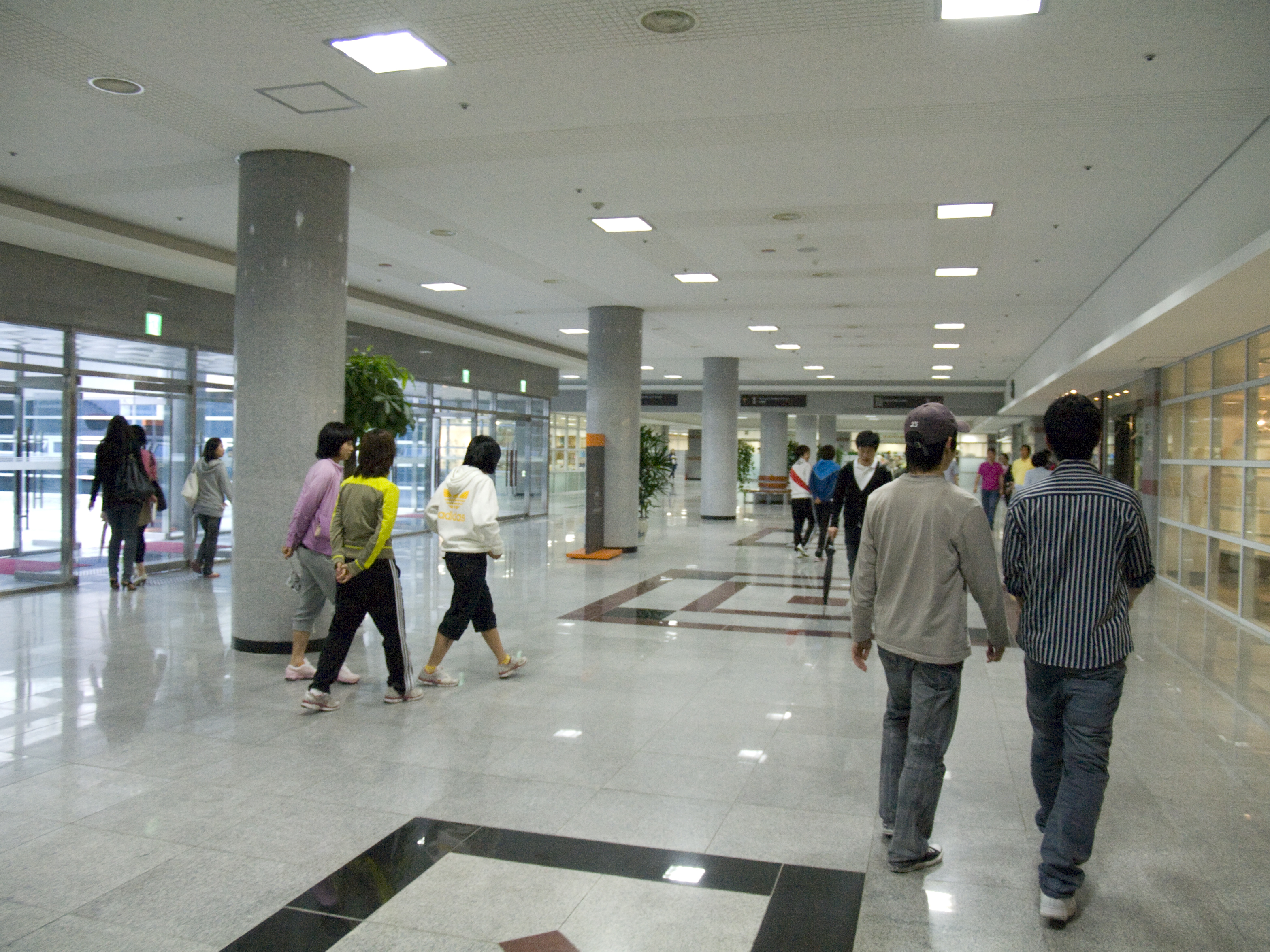
한양여자대학교

한양여자대학교는 2,3,4년제 사립전문대학이다. 1974년 12월 20일 한양여자실업전문학교로 개교하였으며 공학계열과 자연과학 계열, 인문 사회 계열, 예체능 계열 등 학과가 있다.한양여자대학교는 근면, 정직, 겸손, 봉사의 덕목을 갖춘 인재양성을 지향하는 한양학원의 건학정신인 <사랑의 실천>을 교육이념을 바탕으로 학문과 기술의 전문적 이론과 실무를 연구, 교육함으로써 개인의 자아를 실현하고 지역사회와 국가, 나아가 인류의 번영에 기여하는 여성인재양성을 목적으로 한다. 교화는 개나리, 교조는 비둘기이며 이니셜은 HYWU를 사용한다.

### 한양공업고등학교
서울특별시 중구 신당동에 있는 사립 고등학교이다. 1945년 9월 1일 재단법인 한양학원으로 개교하였으며 1948년 7월 1일 한양공업중학교(6년제)로, 1951년 8월 30일 한양공업고등학교로 개편하였다. 2001년 12월 31일 서울특별시교육청 실업교육 우수교로 선정되었으며 2003년 9월 2일 기능 최우수고로 국무총리상을 수상하였다. 교훈은 '사랑의 실천'이며 교목은 은행나무, 교화는 개나리이다. 서울특별시 중구 을지로 299 (신당동)에 있다. 한양공업고등학교 건물 옆에는 한양중학교가 있다.

### 한양대학교 사범대학 부속고등학교
한양대학교 사범대학 부속고등학교는 1960년에 한양여자고등학교로 설립된 사립 인문계고이다. 1997년 한양대학교 사범대학 부속 여자고등학교를 거쳐, 2006년에 남녀공학으로 전환하였으며, 한양대학교 사범대학과 인접한 성동구 마조로에 위치해있다. 2010년 정부에서 '자율형 사립고'로 지정되었다.

### 한양중학교
한양중학교는 서울특별시 중구에 있는 사립 중학교이다.

### 한양대학교 사범대학 부속중학교
한양대학교 사범대학 부속중학교는 1960년에 설립된 사립 남녀공학 중학교이다. 한양대학교 사범대학과 인접한 성동구 마조로에 위치해있다.

### 한양대학교 사범대학 부설 한양초등학교
한양초등학교(漢陽初等學校)는 서울특별시 성동구에 있는 사립 초등학교이다.